# Sompolno
Sompolno (prononciation : [sɔmˈpɔlnɔ]) est une ville polonaise du powiat de Konin de la voïvodie de Grande-Pologne dans le centre-ouest de la Pologne.
Elle est située à environ 27 kilomètres au nord-est de Konin, siège du powiat, et à 108 kilomètres à l'est de Poznań, capitale de la voïvodie de Grande-Pologne.
Elle est le siège administratif (chef-lieu) de la gmina de Sompolno.
La ville couvre une surface de 6,21 km2 et comptait 3 614 habitants en 2016.

## Géographie

Plan de la ville.

La ville de Sompolno est située au centre-est de la voïvodie de Grande-Pologne en pleine région agricole. Le Noteć, affluent de la Warta, passe près de la ville avant de prendre sa source quelques kilomètres plus à l'est. Son cours rejoint un canal allant de la Warta à la Vistule via le lac Gopło. Sompolno s'étend sur 6,21 km2.

## Histoire
Sompolno a obtenu ses droits de ville en 1477 grâce à l'archevêque de Gniezno Jakub de Sienno (pl). Dans la Pologne partagée, la ville a fait partie du royaume de Prusse entre 1793 et 1807, puis a été intégrée au Duché de Varsovie jusqu'en 1815. Après le congrès de Vienne, Sompolno a appartenu au royaume du Congrès. À la suite d'une réforme du Tsar en 1870, Sompolno perd ses droits de ville. Pendant la seconde Guerre mondiale, Sompolno a été annexée à l'Allemagne nazie sous l'autorité du Reichsgau Wartheland, et change de nom à partir du 18 mai 1943 pour devenir Deutscheneck. En 1973, Sompolno retrouve ses droits de ville, perdus 103 ans auparavant.

De 1975 à 1998, Sompolno appartenait administrativement à la voïvodie de Konin. Depuis 1999, la ville fait partie du territoire de la voïvodie de Grande-Pologne.

## Monuments
- l'église paroissiale sainte Marie Madeleine, construite à partir de 1847, de style néogothique ;
- la chapelle en bois saint Jerôme, érigée au XVIIe siècle.

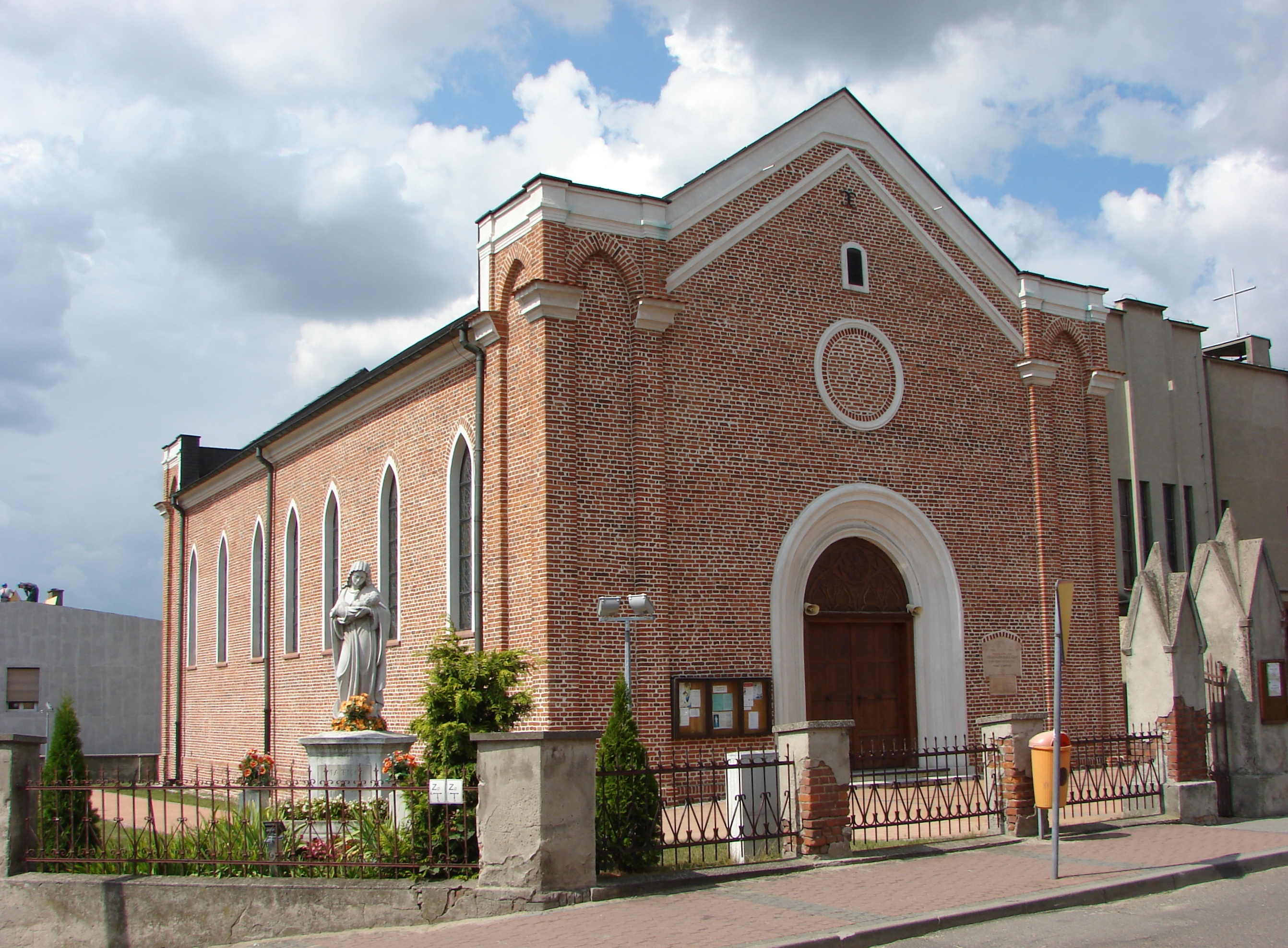
L'église paroissiale sainte Marie Madeleine.
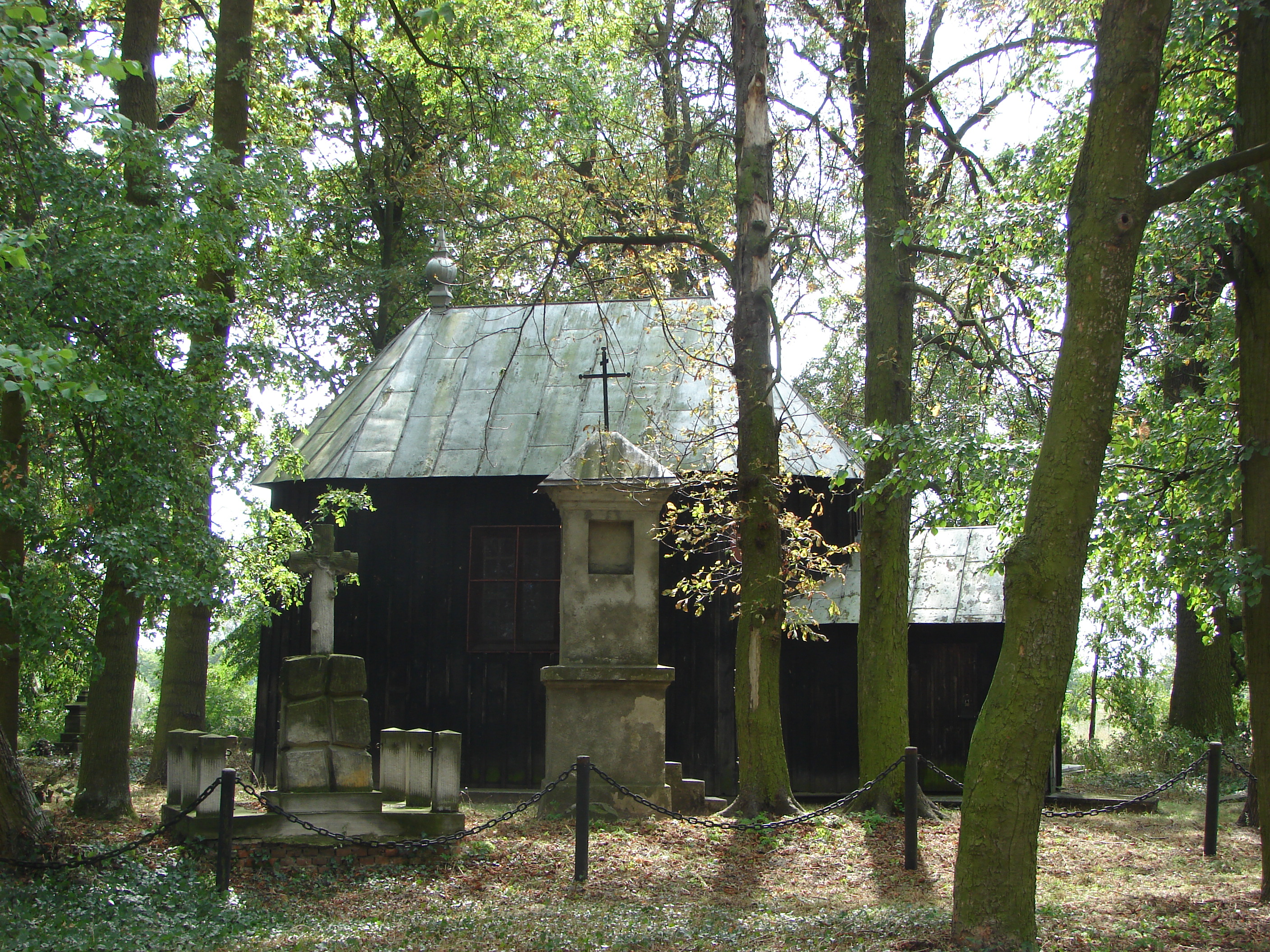
La chapelle en bois.

## Voies de communication
Sompolno est traversée par les routes voïvodales 263 (qui relie Słupca à Dąbie), 266 (qui relie Ciechocinek à Konin), et 269 (qui relie Sompolno à Kowal).